# منطقة برقان
برقان هي سلسلة تلال ارتفاعها مئة قدم فوق سطح البحر، و تبعد 46 كيلومتراً جنوب مدينة الكويت وعلى بعد 22 كيلومتراً من ساحل البحر الشرقي المطل على الخليج العربي. وهي من الأماكن الأثرية حيث عثر فيها على بعض الأواني والحاجيات التي قيل إن عهدها يرجع إلى العصر الحجري. فيها حفر أول بئر للبترول حقل برقان و اكتشف النفط فيها في 23 فبراير 1938.
تتكون منطقة البرقان من الصخور الرملية الكلسية، وتغطي الرمال المنبسطة المعروفة باسم الدكاك جزءاً كبيراً منه، كما تنتشر فيه بعض المستنقعات والسبخات وبعض التلال المنفردة ذات القمم المسطحة، التي يراوح ارتفاعها بين 10 ـ 15 م فوق مستوى سطح البحر.
و البرقان من أراضي العرب سكنوها قديما،[ما العلاقة؟] و قتل فيها مسعود بن أبي زينب الخارجي و أخته، وهما من الخوارج قتلهما سفيان بن عمر، وقال الفرزدق في ذلك: